# 도신로 (서울)
도신로(道新路)는 서울특별시 영등포구 신길동 신길삼거리에서 영등포구 대림동 785번지(도림천로)에 이르는 총 길이 2.7 km, 왕복 4~6차선 도로이다. 영등포구 도림동과 신길동을 지나는 데서 두 동명의 첫 글자를 결합하여 지어졌다.

## 노선
- 신길삼거리 - 대신시장 - 영등포농협 - 우신초등학교사거리 - 도림초등학교사거리(구 크라운사거리) - 도림사거리 - 신도림고가차도앞 - 대림성원아파트 - 도림천로와 교차

## 연결 도로
기점인 신길삼거리에서 영등포로와 교차되며, 우신초교사거리에서 신길로, 도림사거리에서 도림로, 신도림고가차도앞에서 대방천로, 대림성원아파트에서 대림로와 교차되고, 종점에서 도림천로와 교차된다.

## 주요 건물 및 시설
- 대신시장
- 공간정보산업협회
- 영등포농협
- 우신초등학교
- 도림동자치회관
- 도림초등학교
- 도림동유수지 체육시설
- 대림3동유수지 체육시설

## 같이 보기
- 영등포로
- 신길로
- 도림로
- 대방천로
- 도림천로